# 田代圓
田代 圓（たしろ まどか、1931年8月25日 - 2019年1月27日）は、日本の実業家。東ソー元取締役社長。熊本市出身。

## 経歴
1956年、東京大学教養学部卒業。同年、東洋曹達工業（現・東ソー）入社。1981年、同社経営企画本部企画部長、1985年、同社取締役、新規事業部長。1988年、同社常務取締役・経営管理本部長・経営企画部長。1990年同社専務取締役、1992年同社取締役社長。2001年同社取締役会長。2009年同社取締役相談役。
2019年1月27日午後5時9分、敗血症のため、東京都港区の病院で死去、87歳。
社外では、高分子学会代表幹事、石油化学工業協会副会長、日本ソーダ工業会会長、塩ビ工業・環境協会会長、相模中央化学研究所理事長などを歴任した。